# Kreismarschall
Der Kreismarschall ist in der russischen Verwaltungsordnung der Vertreter der Selbstverwaltung in den Kreisen.

## Geschichtlich
Nach der russischen Adelsordnung des 18. und 19. Jahrhunderts repräsentierte der Kreismarschall den gesamten im Kreis ansässigen Adel zusammen mit dem Adelsmarschall.
Im Kurland wählte die Deputiertenkammer drei Kreismarschälle als ritterschaftliche Repräsentanten einer Hauptmannschaft, die zusammen mit dem Landesbevollmächtigten, dem Obereinnehmer und dem Ritterschaftssekretär das sogenannte Ritterschaftskomitee bildeten. Der Kreismarschall führte in den Kreisversammlungen den Vorsitz, vollzog die Anordnungen des Ritterschaftskomitees, war später auch Präses der Kreiswehrpflichtskommission und der Kreis-Einschätzungskommission für Güter und Wälder. 
Der nichtresidierende Kreismarschall leitete auch die vom Ritterschaftskomitee oder dem Landtag einberufene Oberhauptmannschaftsversammlung, die Versammlung der stimmberechtigten Edelleute einer Oberhauptmannschaft.
Das Amt bestand seit 1796 (anfangs unter der Bezeichnung Oberhauptmannschaftsbevollmächtigter) und endete 1920 mit der Aufhebung der Ritterschaft.